# Takafumi Iwasaki
Takafumi Iwasaki (岩崎 貴文, Iwasaki Takafumi) é um guitarrista, letrista, arranjador e músico japonês. Ele trabalha com a Nippon Columbia, e é conhecido por escrever e compor várias canções de anime e séries de tokusatsu. Ele é conhecido por sua performance solo da música de abertura de Magiranger, e por tocar guitarra nas canções "Dragon Soul" e "Yeah! Break! Care! Break!", que ele também compôs como metade de uma unidade musical especial, também chamada de Dragon Soul. Ele faz parte do Project.R, um grupo para criação de músicas para obras de Super Sentai.
Iwasaki venceu o Japan Gold Disc Award por Novo Artista do Ano.